# 克尔特斯·伊斯特凡
克爾提斯·伊斯特凡（匈牙利語：Kertész István，1929年8月28日—1973年4月16日），匈牙利指揮家，主要以擅長指揮歌劇和具有匈牙利特色的作品聞名。

## 生平
克爾提斯於1965年至1968年擔任伦敦交响乐团的首席指揮，受到團員們絕大的信賴；後來他的離職，甚至曾引起該樂團的聽眾大幅流失。出身中歐的克爾提斯對於德弗扎克的作品有獨到之見解，他指揮倫敦交響樂團的德弗扎克交響曲全集錄音，曾獲得企鵝評鑑三星帶花的最高評價。
1973年4月16日，克尔特斯在以色列海尔兹利亚海岸游泳時不幸溺水，英年早逝。那段時期他正錄製布拉姆斯交響曲全集、《海頓變奏曲》，惜未能完成。

## 外部連結
- 克尔特斯·伊斯特凡的Discogs页面（英文）